# Pedro Liñán de Riaza
Pedro Liñán de Riaza fue un escritor español, principalmente poeta y dramaturgo. No está claro su lugar de nacimiento, aunque se piensa que pudo ser Toledo o Calatayud, entre 1555 y 1557. Fallece en Madrid, el 25 de julio de 1607. Fue un personaje notable. Era excelente poeta. Desempeñó el ejercicio de las armas como capitán de Guardias españolas y puede considerársele también hombre de gobierno y de mundo.

## Biografía
Se desconoce con exactitud su fecha de nacimiento (debió de producirse entre 1555 y 1557) y su lugar de origen, pues no se ha encontrado su partida de bautismo. El investigador José Luis Pérez López estima que nació en Toledo, aunque según Antonio Sánchez Portero existen numerosos testimonios de que es bilbilitano (Calatayud). Así lo afirma en su obra Segunda noticia y antología de poetas bilbilitanos. Nacido en el seno de una noble familia, afincada en Calatayud desde que Alfonso «el Batallador» reconquistó esta ciudad a los moros; al no ser Pedro el primogénito y no contentarse como segundón, sin privilegios ni fortuna, se marchó del hogar. Se licenció en Cánones por Salamanca, desempeñó el cargo de Gobernador del Condado de Gálvez (Toledo). Encontró un mecenas en don Francisco de los Cobos y Luna, segundo marqués de Camarasa y primer conde de Ricla, quien al ser designado capitán de la Guardia amarilla de El Escorial por el Rey Felipe III (llegó a ser su predilecto) lo nombró como secretario suyo y de las Guardias, cargo que desempeñó durante poco más de cuatro años. Recorrió la mayoría de las ciudades de España hasta que se afincó en la Corte. En 1601 se ordenó como clérigo presbítero en Toledo y es posible que recibiese el hábito tan deseado de manos del Primado de las Españas, el arzobispo de Toledo y cardenal don Bernardo de Sandoval y Rojas. En 1603 es cesado del cargo de secretario de las Guardias españolas del Rey e inicia un largo pleito contra su señor don Francisco. En septiembre de 1604 entró al servicio del joven don Jorge de Cárdenas Manrique de Lara, cuarto duque de Maqueda. Y al año siguiente, el duque, como patrono de la iglesia del Santísimo Sacramento (que había fundado su tatarabuela doña Teresa Enríquez, la «Loca del Sacramento», en 1518) de su villa de Torrijos, le nombró secretario y capellán mayor. Ambos cargos serán desempeñados con gran eficacia y brillantez hasta su muerte acaecida el día 25 de julio de 1607, festividad del apóstol Santiago, en la ciudad de Madrid (Longobardo: Torrijos..., pp. 74-76)
Fue amigo de Lope de Vega, a quien conoció en la corte del quinto duque de Alba y con él, uno de los principales creadores del «Romancero nuevo» y un destacado autor de comedias. La fama y autoridad que en su tiempo obtuvo como poeta lírico y dramático, lo rodeó de un gran número de adeptos e imitadores, designados con el nombre de «aliñados», cuya significación en nuestra historia literaria no podemos precisar de manera exacta; pero que, al menos, nos da pruebas del prestigio de que gozaba, considerándosele modelo y fundador de escuela.
Dominaba el latín y al igual que Cervantes y Lope, cultivó la mayoría de los géneros literarios (poesía, teatro, novela). La capacidad y calidad literaria de Liñán es reconocida y alabada por sus coetáneos más ilustres, como puede comprobarse en el panegírico que le dirige Cervantes (con quien después se enemistaría) en su obra el Canto de Calíope, aparecido en el libro VI de su novela pastoril «La Galatea»:

El sacro Ibero, de dorado acanto, / de siempre verde hiedra y blanca oliva / su frente adorne y en alegre canto / su gloria y fama para siempre viva, / pues su antiguo valor ensalza tanto / que al fértil Nilo de su nombre priva / de Pedro de Liñán la sotil pluma, / de todo el bien de Apolo cifra suma.

Otros testimonios de la valía de Liñán los tenemos en los fervientes elogios que le dedicaron los escritores más conspicuos de nuestro Siglo de Oro como Francisco de Quevedo en su novela picaresca Historia de la vida del Buscón, Pedro de Espinosa en Flores de poetas ilustres de España (edic. de Valladolid, 1605), Vicente Espinel, en el canto VII.º de su poema Casa de la Memoria («¡Oh, tú, Liñán, que desde el monte miras / los que en la falda por subir se quedan!»). Su amigo Lope de Vega, en varias de sus obras, también hace apología sobre Liñán. Asimismo, Baltasar Gracián incluye un precioso soneto de Liñán en su obra Agudeza y arte de ingenio:

Si el que es más desdichado alcanza muerte, / ninguno es con extremo desdichado, / que el tiempo libre le pondrá en estado, / que no espere ni tema injusta suerte. / Todos viven penando si se advierte: / este, por no perder lo que ha ganado, / aquel, porque jamás se vio premiado, / condición de la vida injusta y fuerte. / Tal suerte aumenta el bien, y tal lo ataja; / a tal despojan porque tal posea, / sucede a gran pesar grande alegría: / mas ¡ay! que al fin les viene en la mortaja / al que era triste, lo que más desea; / al que es alegre, lo que más temía.

Desempeñó el ejercicio de las armas como capitán de las Guardias españolas y puede considerársele hombre de gobierno y de mundo. Recorrió la mayoría de las ciudades de España. Estudió en Salamanca, vivió en Valladolid y estuvo especialmente relacionado con Zaragoza.

## Obra
Su obra dramática ha desaparecido en gran parte, aunque Lope de Vega, en carta dirigida al Duque de Sessa, dice que vio representar seis comedias, entre ellas, dos del Cid; y Cayetano Alberto de la Barrera piensa que pueden ser de Liñán dos de las comedias atribuidas a Lope de Vega en el «Raro libro»: Comedia de la libertad de Castilla y Las hazañas del Cid y su muerte en la tomada de Valencia; además se habla de otras en colaboración con su amigo Lope como La Cruz de Oviedo, La Escolástica, El conde de Castilla y el Bravonel, todas ellas conocidas merced a las cartas que Liñán dirige a su amigo y que se encontraban en la biblioteca propiedad de don Agustín Durán.
Sin embargo, la memoria de Liñán se fue olvidando con rapidez, porque se dejaron perder sus obras y faltó alguien que las publicara oportunamente, y ha llegado a estar en el más completo olvido, hasta que se ocuparon de él Bartolomé José Gallardo y Cayetano Alberto de la Barrera y, posteriormente, el recopilador de los poemas que publicó la Diputación de Zaragoza, a quien solamente conocemos por las iniciales T. X. E. que figuran al final de una «Adición», que parece que corresponden a Tomás Ximénez Embún y que fueron publicados en 1876. Posteriormente, en 1982, también el hispanista Julián F. Randolph, en su libro «Pedro Liñán de Riaza, poesías», recopiló la obra poética de este autor.
Esta pequeña parte de su obra, que ha llegado hasta nosotros, casi en su totalidad, incluida en Rimas de Pedro Liñán de Riaza, (T. X. E.) nos permite vislumbrar su gran calidad literaria, equiparable a la de sus inmortales contemporáneos, que han tenido mejor fortuna y figuran como príncipes de la lengua castellana. «Sus composiciones tienen siempre toda la verdad, toda la lozanía y gala riquísima de la naturaleza; sus romances se confunden con los de Góngora (hasta el punto de que algunos en los que aparece “Riselo”, que se creían del poeta cordobés, se ha comprobado que son de Liñán); sus décimas, quintillas y redondillas se pueden comparar con las de Lope; y sus composiciones germanescas con las de Quevedo».

### Sonetos religiosos
- Al Santo Fray Domingo de Alcalá en su canonización
- A San Diego de Alcalá en su canonización, (incluido en la obra Vida, muerte y milagros de San Diego de Alcalá en octava rima, del Padre Fray Gabriel de Mata).
- A San Diego de Alcalá, (incluido en Historia del Monte Celia de Nuestra Señora de la Salceda de Pedro González de Mendoza).
- A la gloriosa Santa Ana
- A la limpísima Concepción de Nuestra Señora (soneto con estrambote)
- Al nombre de Cristo
- A Cristo con la cruz acuestas
- Al sepulcro de Cristo
- A la Resurrección
- A San Pedro
- A la Crucifixión de Cristo

El cielo está confuso, la mar brama,

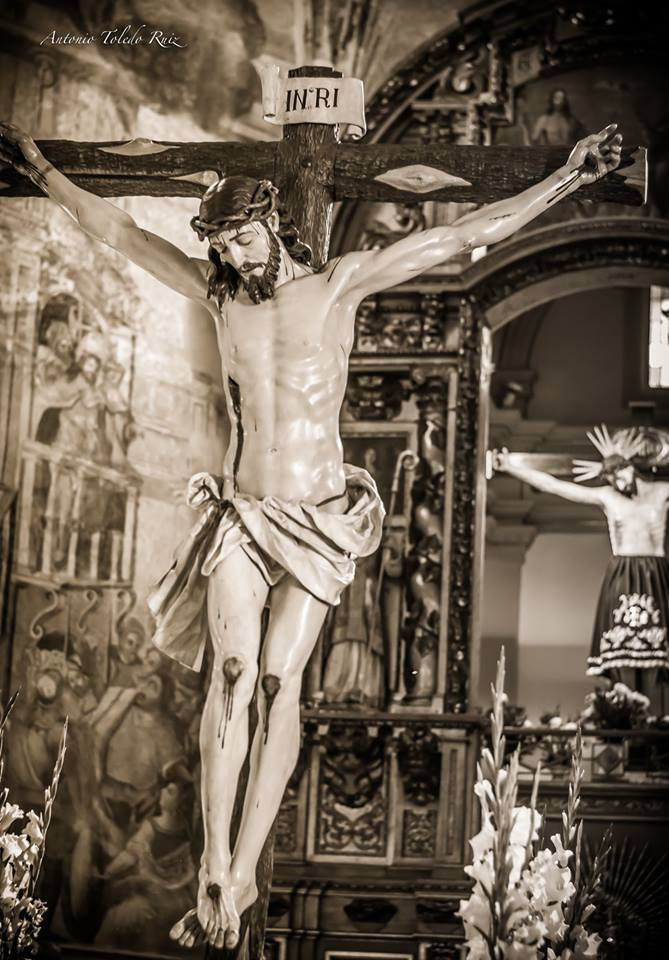
Santísimo Cristo de la Sangre de Torrijos.

el aire cuaja el polvo en remolinos;
predomina el más fiero de los sinos,
A tropos corta el mundo estambre y trama.
Perdían cada cual o tronco o rama,
chopos enanos y gigantes pinos;
temen ruina humanos y divinos,
el Caos a confusión segunda llama.
La máquina del Orbe se disuelve;
¡oh Calvario glorioso, oh en tu monte
el Autor de la vida en cruz expira!
¡Oh triunfante Señor, los ojos vuelve,
y pues tu muerte es paz, en medio ponte;
habla a los cielos y a los hombre mira!

### Sonetos filosóficos
- La Amistad (PÉREZ LÓPEZ: Una hipótesis... p. 7)
- La Noche
- La condición humana

### Sonetos Satírico-burlescos
- La Fortuna
- El amor fácil
- La indiferencia de los dioses (quizás escrita tras un desengaño amoroso)
- Una madrugada del príncipe (satiriza sobre la parafernalia que es preciso realizar para que el príncipe Felipe, posteriormente Felipe III, se desplace al monasterio de Las Descalzas Reales para oír misa)
- A una proxeneta vieja
- Al jurado de Córdoba Juan Rufo (sátira sobre el poeta cordobés Juan Rufo)

Carta compuesta en tercetos:
- Respuesta de Liñán a otra de Lope
- Y Liñán («Riselo») le responde a su amigo «Belardo»

### Glosas
- Espero sin esperanza [poema publicado por Rodolfo Schevill y Adolfo Bonilla en su edición de La Galatea II (Madrid, 1914, p. 320)]
- Loor de las fregonas

### Romances de Riselo
- I Tomando las nubes negras [...] (incluido en la tercera parte de Flor de varios romances, recopilados por Pedro Moncayo [Madrid, 1593, fols. 118 v] e incluido anteriormente en la primera parte de Flor de Huesca, en 1589, en versión más breve)
- II Adonde el Tajo Parece [...]
- III Encima de un pardo escollo [...] (Romancero General, Madrid, 1600, fols. 20 v. -21 r.)

### Romances moriscos
- Romance de Bravonel de Zaragoza (1) (aparece en «Primera parte de Flor de varios romances nuevos», recopilados por Pedro de Moncayo. Barcelona, 1591, fols. 27 v. - 29 r.)
- Romance de Bravonel de Zaragoza (2)
- Romance del Cid (aparece en la séptima parte de Flor de varios romances nuevos recopilados por Francisco Enríquez [Madrid, 1595, fols.1 r. - 2v]). Fue publicado en 1592, siendo incluido por Guillén de Castro en su comedia Las Mocedades del Cid (Acto II, escena XXI)

### Romances satíricos
- Así Riselo cantaba (romance incluido en estudio realizado por Raquel López Sánchez sobre Sátira, risa y desmitificación en el Romancero nuevo: Hacia una lectura de Así Riselo cantaba de Pedro Liñán de Riaza).
- De Lo que le sucedió al marqués de Mondéjar.
- Burlas (incluido en Sexta parte de Romances Nuevos recopilación de Pedro Flores en Lisboa, en 1593). Usa la e paragógica como rasgo típico del habla aldeano.
- A las cortesanas (publicado en Flores del Parnaso [octava parte] y recopilado por Luis de Medina [Toledo, 1596, fols. 32 r.-35 r.]). En esta obra da consejos a las cortesanas, mujeres que conocía bien de sus correrías junta a su amigo Lope.

Soneto a Bernardo de Vargas Machuca:

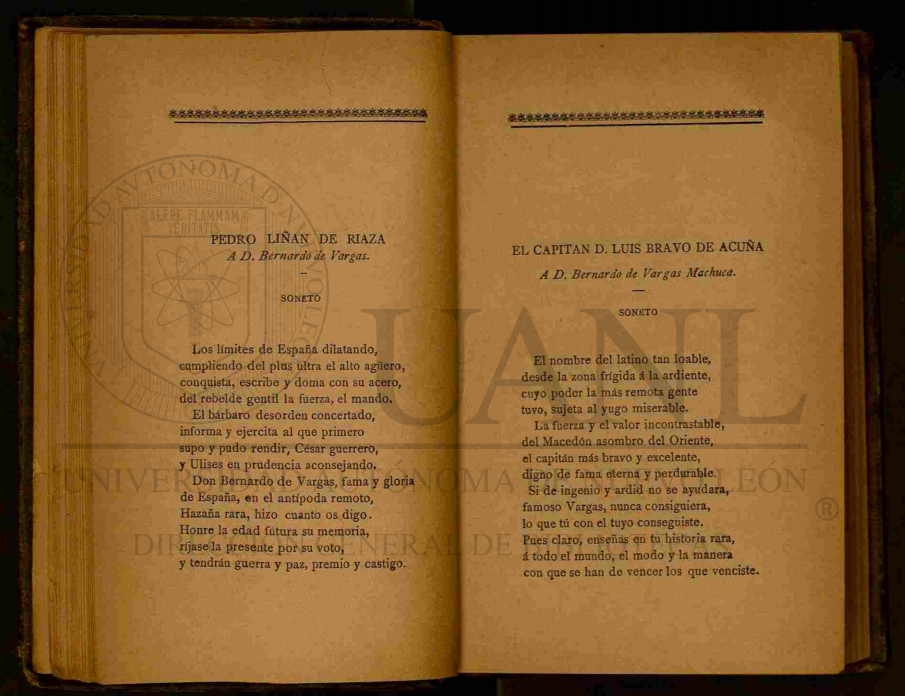
Página del libro «Milicia y descripción de las Indias» (ed. V. E., Madrid, 1892) publicado por Bernardo de Vargas Machuca, descendiente de Diego Pérez Vargas, en 1599.

Bernardo de Vargas Machuca, descendiente de Diego Pérez Vargas, en 1599 publicó su libro Milicia y descripción de las Indias (ed. V.E., Madrid, 1892), en cuyos preliminares del libro figura un soneto de Liñán.

### Otros
- Blanca
- A Pedro Padilla
- A Alonso Barros
- Con mudas lenguas os hablamos claro, [...]
- De Solisdan a don Quijote de la Mancha
- Soneto a Lope de Vega
- De Pero Fernández
- Ensaladilla. Este es un romance jocoso-satírico-burlesco, considerado por José Luis Pérez López como un auténtico entremés. En el verso quinto aparece el sintagma de lugar «en un lugar de la Mancha», utilizado por Cervantes en su obra el Quijote, por ello hay quien concede la autoría a este, considerando que se trata de una sátira contra Lope de Vega con quien estaba enemistado; sin embargo, Pérez López estima que es de Liñán ya que utiliza expresiones muy frecuentes en su obra y con su mismo estilo.

#### Relación con el Quijote de Avellaneda
En opinión de Antonio Sánchez Portero y José Luis Pérez López, bajo la identidad de «Licenciado Alonso Fernández de Avellaneda» autor de Don Quijote (versión apócrifa) se encuentra Pedro Liñán de Riaza, como reflejan los datos obtenidos en sus respectivas investigaciones (op. cit.)

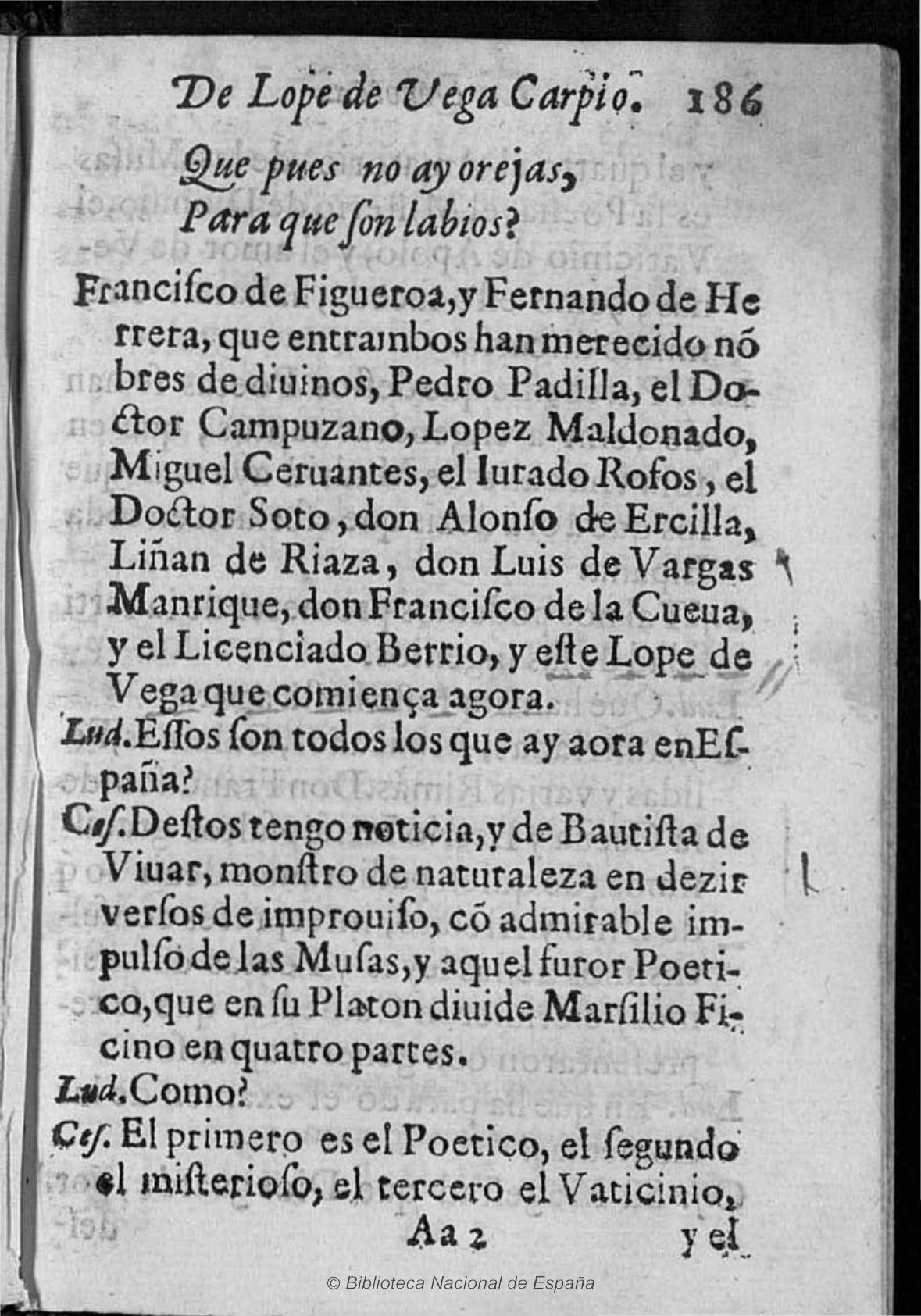
Pág. de un ejemplar de la obra de Lope de Vega La Dorotea conservado en la BNE; se nombra en este párrafo a Liñán y a otros escritores